# 20441 Elijahmena
20441 Elijahmena este un asteroid din centura principală de asteroizi.

## Descriere
20441 Elijahmena este un asteroid din centura principală de asteroizi. A fost descoperit pe 10 mai 1999 la Socorro, New Mexico, în cadrul proiectului LINEAR. Asteroidul prezintă o orbită caracterizată de o semiaxă mare de 2,29 ua, o excentricitate de 0,18 și o înclinație de 5,3° în raport cu ecliptica.